# Casotti de Mazzoleni
La famiglia Mazzoleni, secondo l'abate Giovanni Battista Angelini si divise in quattro rami, uno di questi identificato nella famiglia Casotti.
La famiglia Casotti de Mazzoleni o Cassotti originaria dell'allora contrada di Mazzoleni poi Sant'Omobono Terme, Valle Imagna, fu quella che nel XVI secolo maggiormente contribuì all'urbanizzazione della parte alta di via Pignolo della città di Bergamo con la costruzione di quattro grandi palazzi, grazie alle ricchezze realizzate con il commercio di panni di lana e seta.

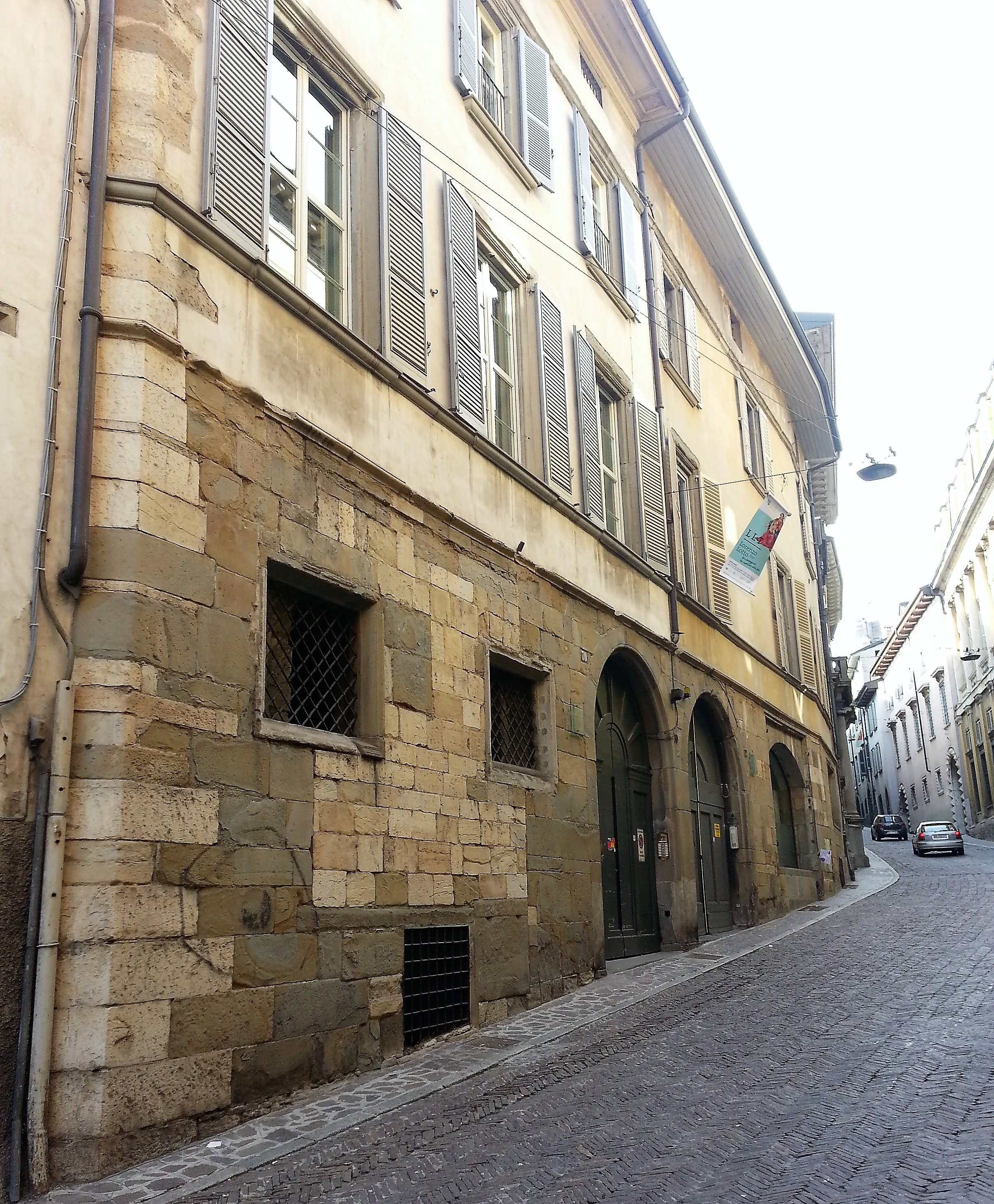
Palazzo Bonomi via Pignolo 70

## Arduino Caisotti
Secondo la tradizione, mai provata, un Arduino, membro dei Casotti bergamaschi, sarebbe stato capitano militare a Ventimiglia nel XIII secolo. Dalla sua discendenza, stabilitasi a Nizza, sarebbero originati i Caissotti piemontesi nelle loro varie linee.

## Antonello e Bertulino Cassotti de Mazoleni
I fratelli Antonello e Bertulino originari della Valle Imagna, si trasferirono a Bergamo, per poter meglio gestire e sviluppare la produzione e il commercio dei tessuti di lana e seta, saranno gli eredi di questi due fratelli a portare nella città un'impronta artistica di particolare rilievo.
Antonello ebbe due figli: Paolo e Zovanino che proseguirono l'attività paterna.
Bertulino ebbe due figli: Bartolomeo e Zovanino entrambi commercianti.
Entrambe le famiglie costruirono immobili in via Pignolo grazie all'internento di due grandi architetti: Pietro Isabello e Alessio Agliardi.

## Paolo Casotti
Paolo o Simon Paolo fu il personaggio più illustre della famiglia, arricchitosi grazie al commercio di panni di lana e di seta, anche se non di altissima qualità, ma raggiungendo tutta la penisola italiana in particolare nelle Marche. La figura del commerciante rimane per anni in secondo piano nella storia di Bergamo, solo grazie alle ricerche di Giovanni Lepore è possibile conoscerne la storia. Al commerciante si deve la ricchezza che è ancora visibile nella città orobica dei primi anni del XVI secolo.
Figlio di Antonello Casotti si trasferì con la famiglia alla fine del XV secolo, acqustando nel 1499 la casa di Marco Bragini nella vicinia di san Giovanni dell'ospedale.
Fece edificare palazzo Casotti, e il palazzo in località Zogna. Commissionò all'amico Andrea Previtali, la pala della Trasfigurazione conservata alla Pinacoteca di Brera. L'immagine del commerciante fu immortalata dal Previtali nella tela Vergine con Bambino e santi con i ritratti di Paolo Cassotti e la moglie Agnese Avinatri.
Con il fratello fece realizzare da Jacopino Scipioni, gli affreschi Storie di san Francesco per la chiesa della Madonna delle Grazie.
Paolo morirà senza lasciare eredi, tutti i suoi beni divennero di proprietà dei nipoti, figli del cugino Zovanino che li alienò alla famiglia Albani.

## Zovanino Casotti
Zovanino era fratello di Paolo con il quale condivise l'attività commerciale. Insieme edificarono due palazzi simili e continui nella vicinia di sant'Antonio. Il primo atto che documenta l'attività di Zovanino risale 12 agosto 1507 per l'acquisto di una proprietà di Pompeo di Bruno Alessandri, identificata al civico 76 di via Pignolo. Il fabbricato fu poi rivenduto a Balsarino di Marco Angelini, che lo alienò ai cugini Zanarino e Bartolomeo. Il 28 agosto del medesimo anno lo Zovanino acquistò il fabbricato di Marco Antonio Negro Roncalli con il quale c'erano rapporti di parentela, identificata al civico numero 72, fece testimone all'atto Michele di Pecino Moroni.

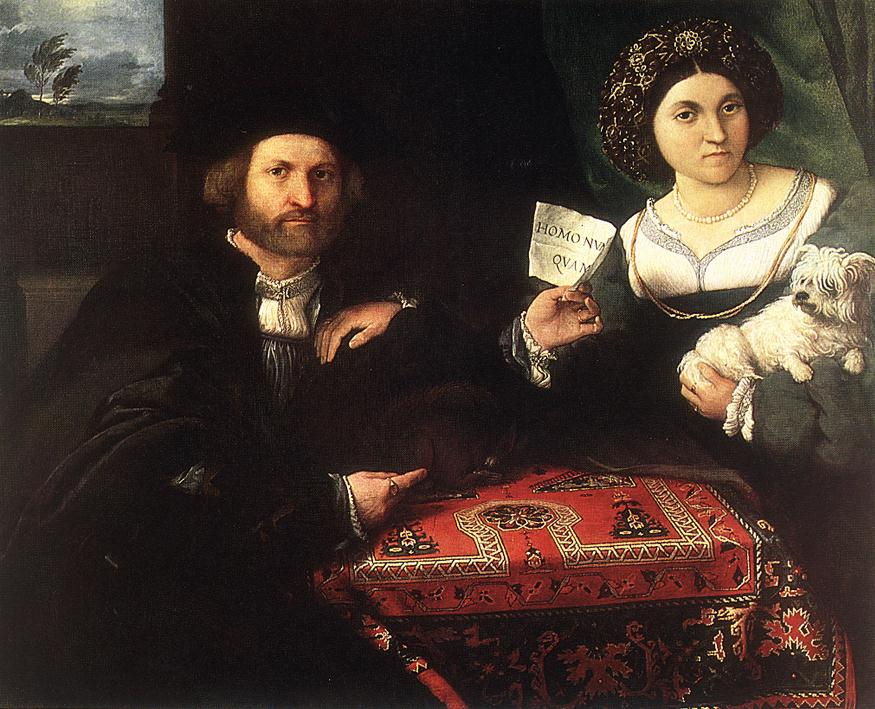
Lorenzo Lotto - ritratto di figlia di Zovanino Casotti

Zananino aveva sposato Margherita Arrigoni dalla quale ebbe 4 figli, due maschi e due femmine. La figlia Caterina nel 1510 andò in sposa a Aurelio detto Carlino di Masnada dei Personeni, socio del padre, la sorella Apollonia sposò Alessio Agliardi, il figlio Gianmaria nel 1490 sposò Laura figlia di Pietro Assonica che fu il cronista dei fatti accorsi dopo la battaglia di Agnadello e di Caterina Gromo, in prime nozze e successivamente Eufrasina dei Nicolini. Il quarto figlio di Zovanino, Marsilio, sposò nel 1523 Fustina Assonica, della coppia il Lotto ne farà un famoso ritratto.

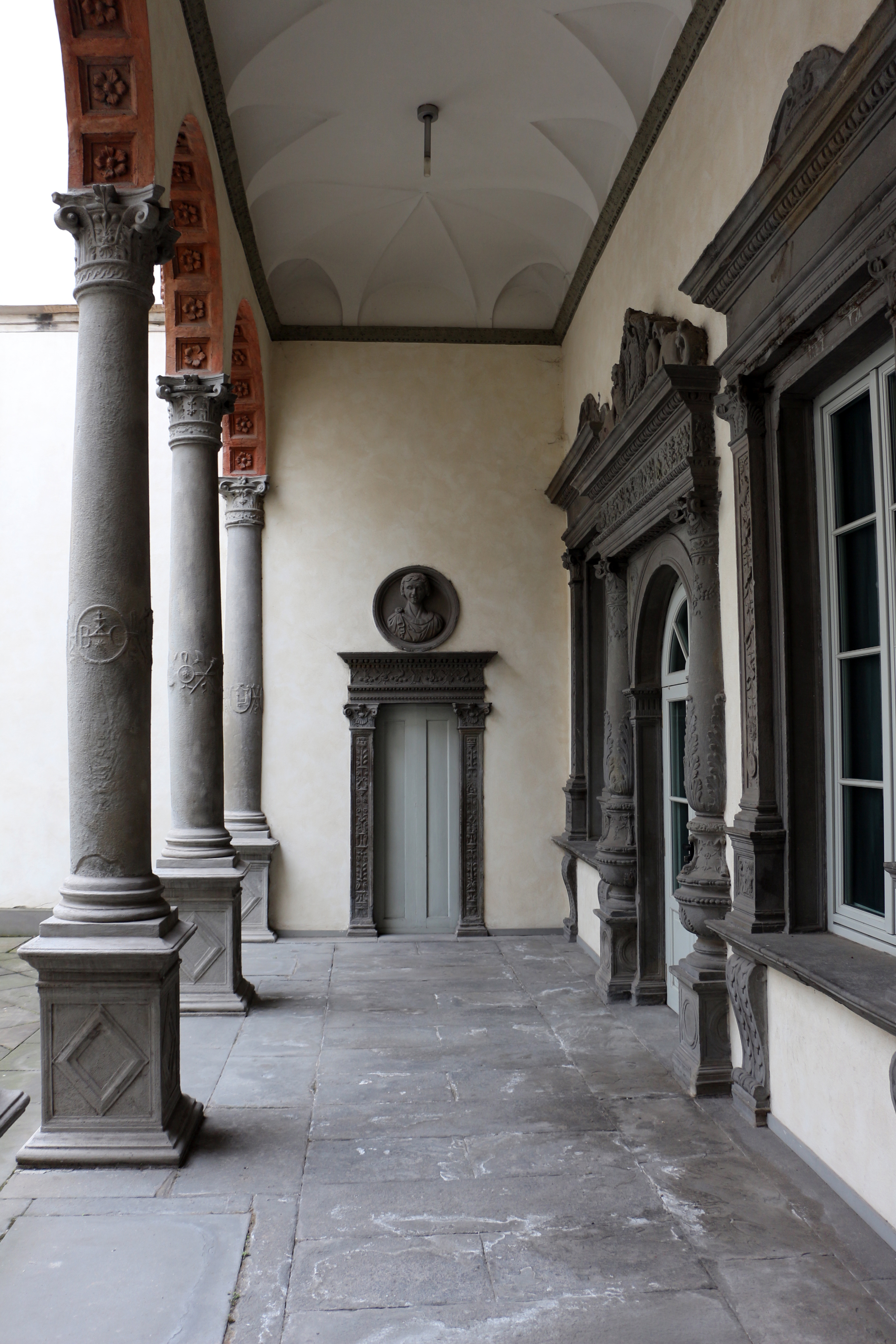
Museo diocesano Bernareggi

## Bartolomeo e Zovanino o Zoannino
Bartolomeo e Zovanino erano figli di Bertulino e anche loro commercianti. Costruirono Palazzo Bassi Rathgeb sede del Museo Adriano Bernareggi su progetto di Antonio Agliardi che aveva sposato la figlia di Zoannino. Zoannino commissionò la pala di san Giovanni ad Andrea Previtali per la chiesa di santo Spirito. Commissionarono a Pietro Isabello la terza cappella della chiesa di santo Spirito, ancora visibili le loro iniziali in un tondo della colonna esterna.

## Gian Maria Cassotti
La famiglia di Gian Maria che commerciava panni di lana, subì un fallimento nel 1537. Di questi eventi ne venne fatta una ricerca negli archivi di Bergamo e della Biblioteca Angelo Mai, da Giampietro Tiraboschi.  Il fattore Pecino fu Marino Benvenuti del Cassotti, era proveniente da Albino, e i suoi scritti testimoniano l'importante commercio di panni lana in molte località italiane e maggiormente a Pesaro dove il Cassotti si rifugiò non potendo far ritorno a Bergamo a causa del suo dissesto economico. Grazie e numerosi aiuti e a dilazioni con la richiesta ai creditori di tolleranza fu possibile evitare un fallimento che potesse essere invertibile: Fu così possibile per il mercante fare ritorno alla città orobica senza essere arrestato per bancarotta. La corrispondenza tra Gianmaria e il suo fattore Pecino testimoniano l'intimo rapporto tra i due che grazie all'aiuto di paesani e parenti riuscirono a mantenere questi rapporti epistolari che favorirono il riscatto del mercante. Le pratiche di Pecino per favorire il ritorno a Bergamo del Cassotto furono oggetto di lamentela da parte della moglie Eufrasina che non sempre accettava e condivideva le scelte del fattore, il quale si occupava non solo della parte commerciale ma che dei figli scegliendone gli educatori. Tutto questo impegno non fu però sufficiente e i creditori portarono Giamnmaria Cossotti al fallimento nel 1937 con la vendita all'asta di tutti i suoi beni, 